# 蒲池桂子
蒲池 桂子（かまち けいこ）は、日本の栄養学者、管理栄養士、日本病態栄養専門師。学位は博士（栄養学）（女子栄養大学・2000年）。女子栄養大学栄養科学研究所教授（女子栄養大学クリニック主任）。

## 概要
神奈川県立港北高等学校、女子栄養大学卒業。一般企業勤務を経て米国コーネル大学へ留学。帰国後、1990年より東京慈恵会医科大学糖尿病内科教室補助員となり、肥満の行動修正療法、糖尿病患者の食事などを学び学会において論文を発表。その間女子栄養大学大学院の研究生となり2000年に博士号（栄養学）を取得。2003年同大学栄養科学研究所専任講師（同大学栄養クリニック主任）、2007年准教授、2011年より教授。この後米国カリフォルニア州立大学ディビス校獣医学部栄養学部客員教授、埼玉医科大学非常勤講師、東京慈恵会医科大学愛宕会糖尿病教室講師を歴任（女子栄養大学と兼任）する。
女子栄養大学栄養科学研究所栄養クリニックにおける生活習慣病予防、肥満治療、メタボリックシンドローム対策に関する研究と共に、これらに関わる栄養相談と指導、企業向け栄養コンサルティング、一般向けの講座やテレビ番組等のメディア出演による指導・アドバイス、および同クリニックの営業管理を行っている。

## 略歴
- 1985年 - 女子栄養大学栄養学部栄養学科栄養科学専攻卒業
- 1985年 - エームサービス（株）済生会横浜市南部病院事業所勤務
- 1987年 - 小林精密工業（株）勤務
- 1990年 -  東京慈恵会医科大学内科学講座勤務（糖尿病内科教室補助員）
- 1999年 - 女子栄養大学大学院基礎栄養学研究室研究生修了
- 2000年 - 博士（栄養学・女子栄養大学）
- 2003年 - 女子栄養大学栄養科学研究所専任講師、同研究所栄養クリニック主任
- 2007年 - 女子栄養大学栄養科学研究所准教授
- 2011年 - 女子栄養大学栄養科学研究所教授
- 2012年 - 米国カリフォルニア州立大学ディビス校獣医学部栄養学部客員教授

## 著書
- 大野誠・蒲池桂子 編『大活字 がんばらずにやせるカロリーダイエット―生活習慣病を予防し、元気になる!中高年のためのムリなくやせる基礎知識』三心堂出版社、1999年4月。
- 蒲池桂子 編『絶対酒飲み主義!―お酒で懲りないあなたへ』新星出版社、2002年12月。
- 蒲池桂子・工藤秀機 編『栄養を知る事典―栄養素や体のしくみを知って健康になる (実用BEST BOOKS)』日本文芸社、2006年10月。
- 検見崎聡美・蒲池桂子 編『免疫力がつくおいしいレシピ (実用BEST BOOKS)』日本文芸社、2007年2月。
- 林泰・済陽高穂・蒲池桂子 編『おいしく食べて治す「腎臓病」』日東書院本社、2007年4月。
- 林泰・済陽高穂・蒲池桂子 編『おいしく食べて治す「糖尿病」』日東書院本社、2007年4月。
- 大野誠・蒲池桂子・蒲池桂子 編『メタボリックシンドロームディクショナリ―健診・保健指導のための知っておきたいキーワード』診断と治療社]、2009年6月。
- 蒲池桂子・川口由美子 編『美肌美人栄養学 (エクスナレッジムック)』エクスナレッジ、2010年2月。
- 宇都宮一典・蒲池桂子 編『糖尿病性腎症の病態に基づいた栄養管理・指導のコツ』診断と治療社、2012年10月。
- 蒲池桂子・女子栄養大学栄養クリニック 編『女子栄養大学栄養クリニック ダイエット物語』メディカルトリビューン、2013年3月。
- 田中明・蒲池桂子 編『たべることがめちゃくちゃ楽しくなる! 栄養素キャラクター図鑑』日本図書センター、2014年11月。
- 今泉久美・蒲池桂子 編『大人のやせる献立 (ORANGE PAGE BOOKS)』オレンジページ、2015年7月。
- 田中明・蒲池桂子 編『あたらしい栄養事典』日本文芸社、2016年11月。
- 蒲池桂子 編『とんかつ定食をお昼に食べても大丈夫なのはナゼ? -時間栄養学でわかった、食べる時間の健康法則- (知りたい! ジブンの体と健康)』技術評論社、2017年1月。
- 蒲池桂子・田中明・いとうみつる 編『キライがスキに大へんしん! 野菜と栄養素キャラクター図鑑』日本図書センター、2017年6月。
- 赤倉 功一郎・蒲池桂子 編『前立腺がん治療をのりきる生活・食事・お金 (実用No.1シリーズ)』主婦の友社、2019年11月。
- ワタナベマキ・蒲池桂子 編『疲れないからだになる 鉄分ごはん』家の光協会、2020年2月。
- 今泉久美・蒲池桂子 編『女子栄養大学栄養クリニックが教える 内臓脂肪を落とす健康レシピ』学研プラス、2020年3月。
- 蒲池桂子・共著 編『実践で学ぶ女子栄養大学のバランスのよい食事法 : 四群点数法による献立づくりの基本』女子栄養大学出版部、2020年3月。

## 出演
- 2014年11月27日 テレビ東京 『なないろ日和!』
- 2016年9月8日 NHK BSプレミアム 『美と若さの新常識～カラダのヒミツシーズン2　ダイエットの極意ガマンしないを学べ』
- 2020年5月12日 NHK総合テレビジョン 『ひるまえ ほっと』
- 2020年6月4日 NHK教育テレビジョン・NHK総合テレビジョン 『きょうの健康』
- 2020年7月21日 NHK総合テレビジョン 『あさイチ』